# آلن گوراگر
آلن گوراگر (فرانسوی: Alain Goraguer‎؛ زادهٔ ۲۰ اوت ۱۹۳۱) نوازنده پیانو، آهنگساز، رهبر ارکستر و ترانه‌پرداز اهل فرانسه است. وی عضو گروه ارکستر بوریس ویان و سرژ گنزبور هم بود و با هنرمندان دیگری همچون ژان فرا، سرژ رجیانی، نانا موسکوری همکاری داشت. او در سال ۱۹۶۵ به همراه فرانس گال و سرژ گنزبور برندهٔ مسابقه آواز یوروویژن شد.
از فیلم‌ها یا مجموعه‌های تلویزیونی که وی در آن‌ها نقش داشته‌است، می‌توان به سن لوران، زندگی کولی‌وار و سیاره شگفت‌انگیز اشاره نمود.